# Hans Solereder
Hans Solereder (* 11. September 1860 in München; † 8. November 1920 in Erlangen) war ein bayrischer, deutscher Botaniker und Hochschulprofessor. Sein offizielles botanisches Autorenkürzel lautet „Soler.“

## Leben
Solereder studierte ab 1880 Naturwissenschaften an der Universität München, unter anderem bei Ludwig Radlkofer, bei dem er 1885 zum Dr. phil. promoviert wurde. Von 1886 bis 1890 war er Assistent, ab 1888 Privatdozent am botanischen Laboratorium. 1890 wurde er Kurator am Botanischen Museum München. 1899 erhielt er einen Ruf als außerordentlicher Professor und 1901 als Ordinarius für Botanik an der Universität Erlangen, wo er auch Direktor des Botanischen Gartens war.
Solereder unternahm Forschungsreisen unter anderem in die USA (Texas, Kalifornien, Yellowstone National Park). Er bearbeitete die Familien der Dicotyledonen nach ihren Eigenschaften im Sinne von Ludwig Radlkofer.

## Schriften

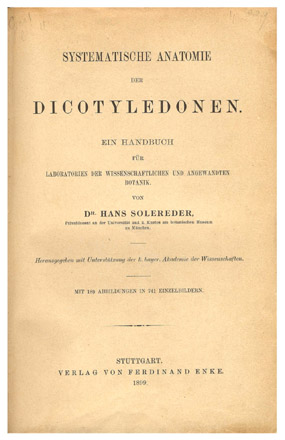
Titelblatt zu Systematische Anatomie der Dicotyledonen

- Systematische Anatomie der Dicotyledonen: ein Handbuch fuer Laboratorien der wissenschaftlichen und angewandten Botanik - Stuttgart, Verlag Enke, 1898–1899, Ergänzungsband 1908
- Über den systematischen Wert der Holzstructur bei den Dicotyledonen. Dissertation, 1885
- Mit F.J. Meyer: Systematische Anatomie der Monokotyledonen, 1928–1933[1]